# Besse-et-Saint-Anastaise

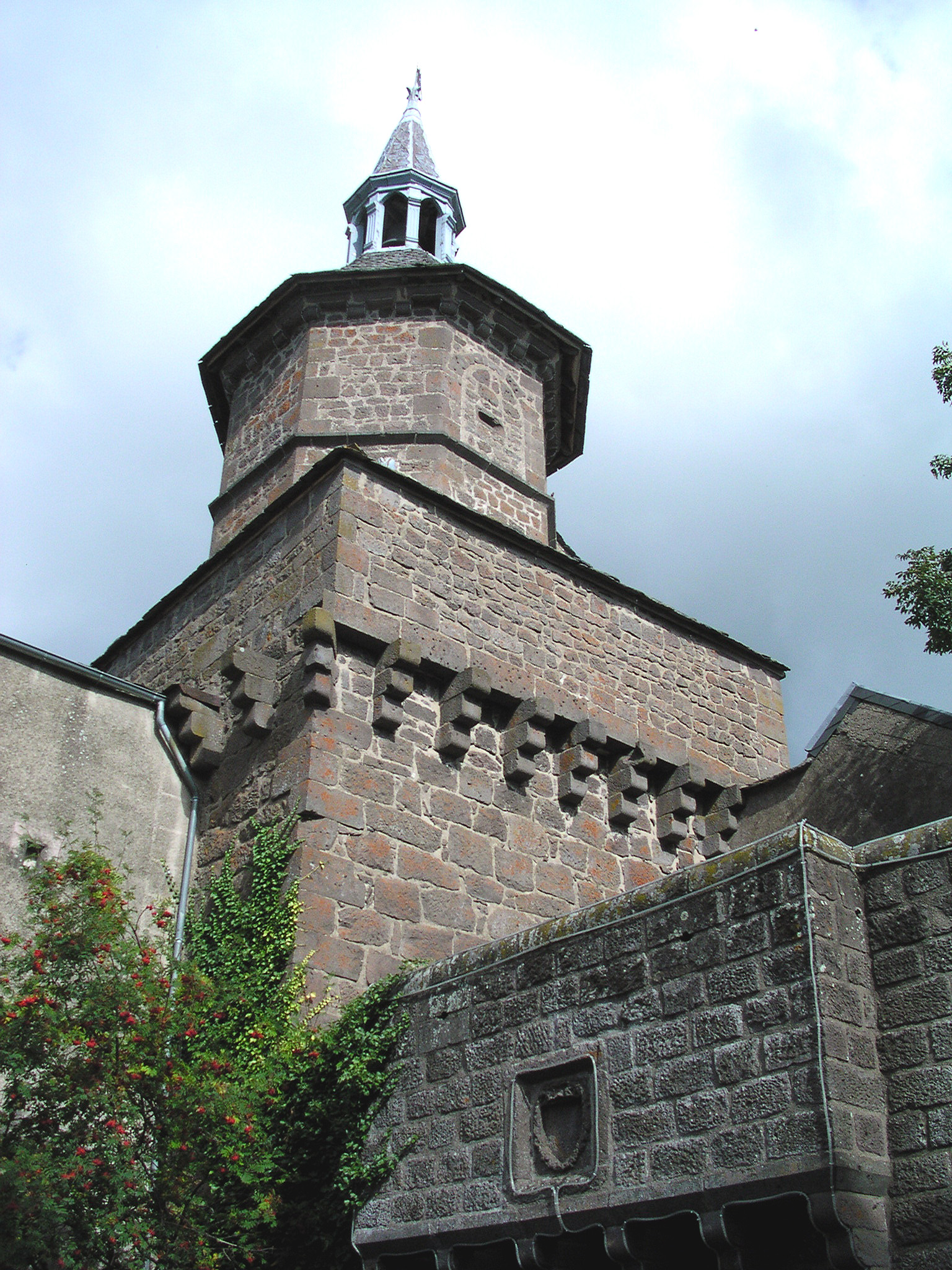
La torre campanaria

Besse-et-Saint-Anastaise è un comune francese di 1 694 abitanti situato nel dipartimento del Puy-de-Dôme nella regione dell'Alvernia-Rodano-Alpi.

## Società

### Evoluzione demografica
Abitanti censiti